# Astromóvel marciano

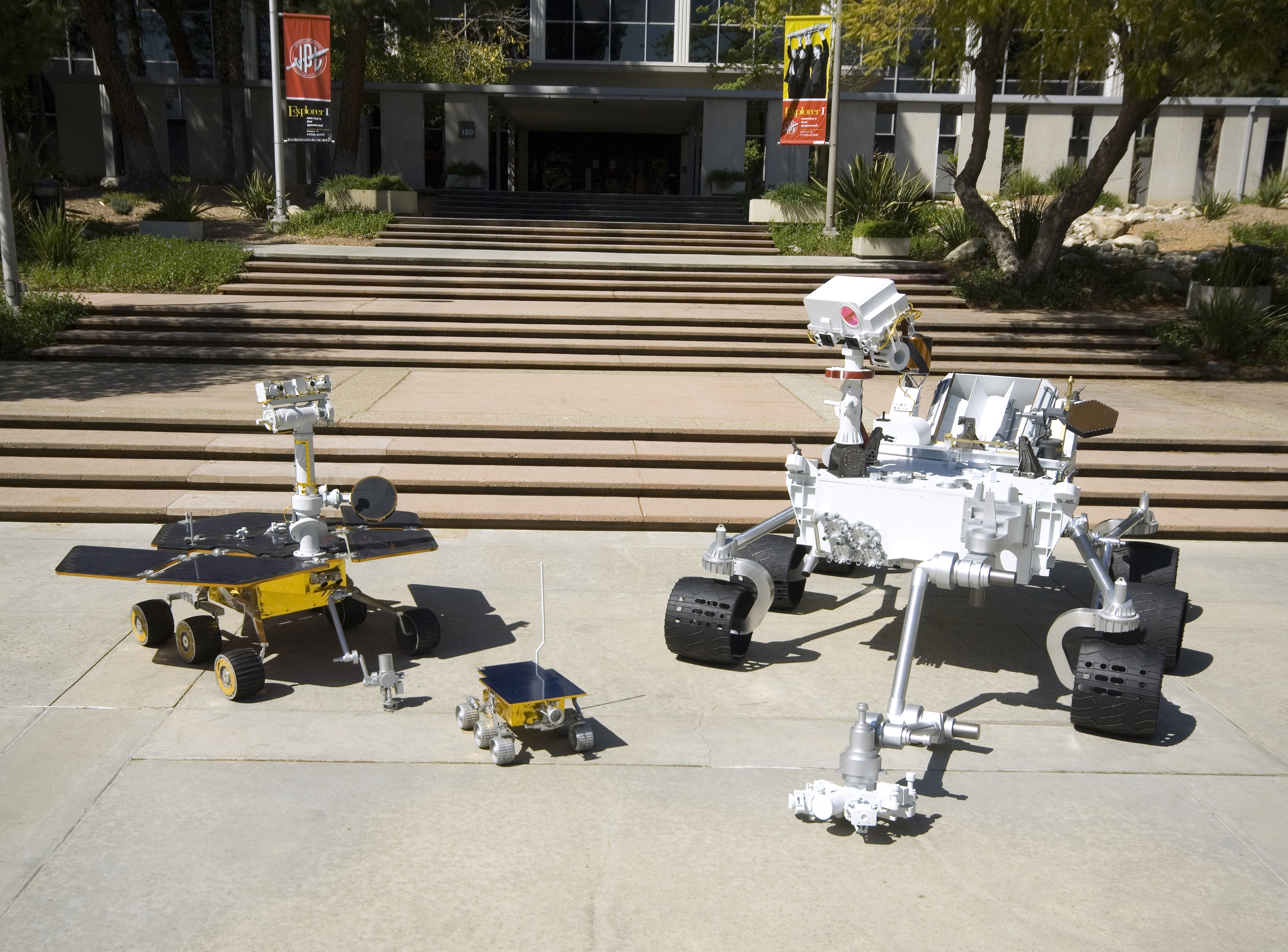
Réplica do Mars Science Laboratory (à direita) ao lado do Sojourner (no centro) e do Mars Exploration Rover (à esquerda) no Laboratório de Propulsão a Jato em 12 de maio de 2008

Um astromóvel marciano ou rover marciano é um veículo motorizado automatizado capaz de impulsionar a si mesmo sobre a superfície do planeta Marte, após seu pouso no mesmo.
Rovers possuem várias vantagens sobre aterrissadores estacionários: eles examinam um território maior, podem ser direcionados a acidentes geográficos interessantes, podem posicionar a si mesmos em posições ensolaradas para sobreviver aos meses de inverno e avançar o conhecimento sobre como executar o controle bastante remoto de veículos robóticos.
Três rovers têm sido bem-sucedidos, todos eles eram operados roboticamente. O Laboratório de Propulsão a Jato comandou a missão Mars Pathfinder com o seu rover Sojourner e, atualmente, comanda a Mars Exploration Rover Mission com seus dois rovers (Spirit e Opportunity), além da Curiosity, para o Escritório de Exploração Espacial da NASA em Washington, D.C.. Também houve dois rovers robóticos não marcianos: nos anos 1970, a União Soviética enviou dois rovers Lunokhod para a Lua.)
Também há três missões planejadas envolvendo astromóveis marcianos para o futuro, incluindo a missão europeia ExoMars Rover da Agência Espacial Europeia, a American Curiosity e a MAX-C Rovers da NASA.

## Histórico

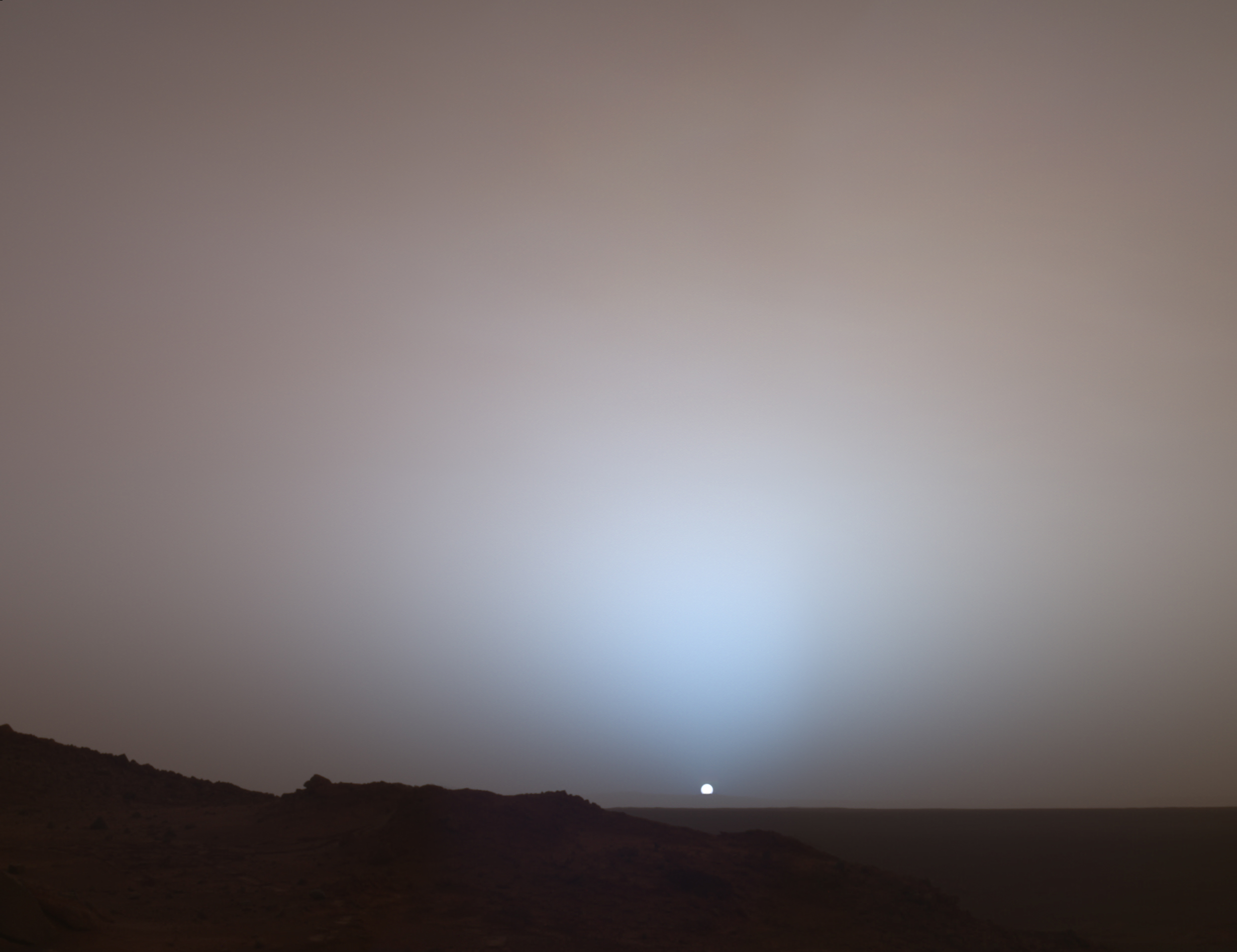
Pôr do sol marciano na Cratera Gusev. Imagem obtida pelo rover Spirit em 19 de maio de 2005

Seis rovers foram enviados para Marte:
- Marte 2, Rover Prop-M, 1971, fracassado.
- Marte 3, Rover Prop-M, 1971, fracassado.
- Sojourner, Mars Pathfinder, aterrou com sucesso em 4 de julho de 1997. A comunicação foi perdida em 27 de setembro de 1997.
- Spirit  (MER-A), Mars Exploration Rover, aterrou com sucesso em 4 de janeiro de 2004. Quase 6 anos após o limite da missão original, a Spirit cobriu uma distância total de 7,73 km, mas suas rodas ficaram presas na areia.[2] Em  26 de janeiro de 2010, a NASA admitiu o fracasso em seus esforços para libertar o rover e declarou que este passaria, a partir de então, a funcionar como uma plataforma científica estacionária.[3] Desde 22 de março de 2010, não tem havido comunicação do rover, apesar de ainda haver esperanças de que este possa retomar a comunicação, pois a capacidade de geração de energia aumentará em sua localização atual até março de 2011.[4]
- Opportunity (MER-B), o veículo explorador de Marte, aterrou com sucesso em 25 de janeiro de 2004. O rover ainda estava em operação em janeiro de 2011, superando o recorde anterior de longevidade de uma missão na superfície de Marte em 20 de maio.[5][6]

As sondas espaciais Mars 2 e 3, da União Soviética, possuíam rovers idênticos Prop-M de 4.5 kg. Elas se movimentariam sobre esquis enquanto conectadas aos aterrissadores com cabos. O rover Mars 2 se chocou contra a superfície de Marte.
O rover Mars 3 falhou em menos de um minuto após a aterragem e nunca se locomoveu. Ambos Mars 2 e Mars 3 foram acompanhados de orbitadores que obtiveram sucesso em suas missões.

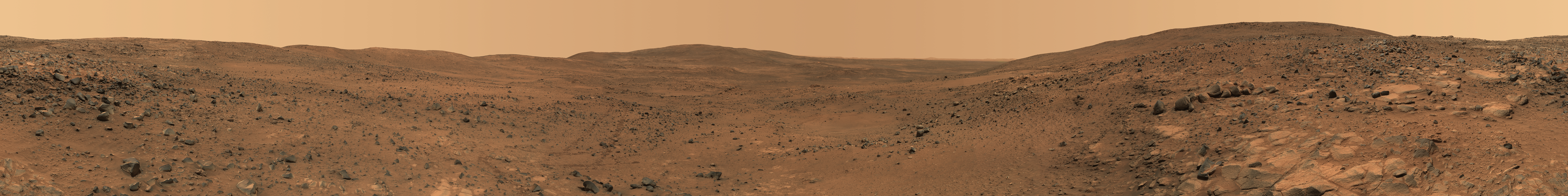
Panorama da Colina Husband obtido pela MER-A Spirit em 23–28 de novembro de 2005

O primeiro astromóvel destinado a Marte bem-sucedido foi o Sojourner. Este foi lançado pela NASA em 4 de dezembro de 1996 e aterrou em 4 de julho de 1997. Este foi o primeiro a utilizar uma nova técnica radical de aterragem na qual o impacto da sonda espacial seria amortizado por sua colocação no interior de um balão multicelular que saltava e rolava através da superfície marciana, eliminando seu momento linear. O Mars rover Spirit foi lançado em 10 de julho de 2003. O Opportunity foi lançado em 7 de julho de 2003. O Spirit aterrou na Cratera Gusev em 4 de janeiro de 2004. O Opportunity aterrou em Meridiani Planum, no lado oposto de Marte, em 25 de janeiro de 2004. O computador utilizado nesses rovers era um PowerPC resistente à radiação chamado IBM RAD6000.
- Curiosity, Mars Science Laboratory, da NASA. Lançamento a Marte realizado em 26 de novembro de 2011, onde aterrou com sucesso em 6 de agosto de 2012. Este rover apresenta instrumentos inéditos na exploração de Marte e, atualmente, executa sua missão.

Os seguintes astromóveis marcianos estão em fase de desenvolvimento:
- MAX-C, Mars Astrobiology Explorer-Cacher, da NASA. Lançamento a Marte planejado para 2018.
- ExoMars, da Agência Espacial Europeia. Lançamento a Marte planejado para 2018.[8]
- Mars Tumbleweed Rover, impulsionado pelo vento, desenho experimental e não proposto para nenhuma missão atual.[9]

## Objetivos das missões da NASA
A NASA distingue entre objetivos de "missão" e objetivos de "ciência". Objetivos de missão estão relacionados ao progresso na tecnologia espacial e processos de desenvolvimento. Objetivos de ciência são atingidos pelos instrumentos durante sua missão no espaço.
Os detalhes da ciência do rover variam de acordo com o equipamento levado. A meta primária dos rovers Spirit e Opportunity foi descobrir "a história da água em Marte". (A presença de água utilizável reduziria consideravelmente os custos de uma missão tripulada).
As cinco metas de ciência em longo prazo do Programa de Exploração de Marte da NASA são:
- Determinar se a vida chegou a se originar em Marte
- Caracterizar o clima de Marte
- Caracterizar a geologia de Marte
- Se preparar para a exploração humana[11]